# ジョージ・レドヤード・ステビンズ
ジョージ・レドヤード・ステビンズ（George Ledyard Stebbins, Jr., 1906年1月6日 - 2000年1月19日）は、アメリカ合衆国の植物学者、遺伝学者。20世紀の指導的な進化生物学者の一人と見なされている。

## 来歴
1931年にハーバード大学から植物学の博士を取得した。カリフォルニア大学バークレー校でE.B.バブコックと共に植物の遺伝的な進化を研究した。彼とテオドシウス・ドブジャンスキーをはじめとするサンフランシスコ周辺の進化生物学者のグループはベイエリア・バイオシステマティストと呼ばれてよく知られており、この会合は植物の進化と遺伝学の広範囲の統合へと彼を導いた。
彼の最も重要な著作は『Variation and Evolution in Plants（植物の変異と進化）』で、遺伝学とダーウィンの自然選択の理論を結び付け、植物の種分化を詳述している。これは現代の進化的総合の形成に貢献した主要な著作の一つで、また植物の進化的研究のフレームワークを提供した。エルンスト・マイヤーによれば、「植物の進化分類を扱う後の研究のほとんどは、ステビンズの影響を非常に深く受けている」。彼はまた植物の進化と種分化に果たす雑種形成と倍数性の役割を幅広く研究した。この分野の研究は後年まで長い影響を与えた。
1950年からステビンズはカリフォルニア大学デービス校で遺伝学部の設立を助け、科学全般と進化の研究の助成のために様々な組織で活動した。彼は全米科学アカデミーの会員に選出され、1979年にアメリカ国家科学賞を受賞した。カリフォルニアの高校で進化学を基礎とした科学教育プログラムの展開に関わると同時に、カリフォルニア州の希少な植物の保全にも尽力した。1973年にリンネ・メダルを受賞した。

## 主要な著作
- Variation and Evolution in Plants (1950)
- Processes of Organic Evolution (1966)
- The Basis of Progressive Evolution (1969)
- Chromosomal Evolution in Higher Plants (1971) (ISBN 0-7131-2287-0)
- Flowering Plants: Evolution Above the Species Level (1974) (ISBN 0-674-30685-6)
- Evolution (1977) with Dobzhansky, Ayala and Valentine
- Darwin to DNA, Molecules to Humanity (1982) (ISBN 0-7167-1331-4)

## 著作
- Bradshaw, A. D. and Smocovitis, V. B. 2005. George Ledyard Stebbins 6 January 1906 — 19 January 2000 Biographical Memoirs of Fellows of the Royal Society. 51:397–408
- Mayr, E. 2002. G. Ledyard Stebbins. Proceedings of the American Philosophical Society 146:129–131
- Raven, P. H. 2000. G. Ledyard Stebbins (1906–2000): An appreciation. Proceedings of the National Academy of Sciences 97:6945–6946
- Smocovitis, V. B. 1997. G. Ledyard Stebbins, Jr. and the evolutionary synthesis (1924–1950). American Journal of Botany 84:1625–1637
- Smocovitis, V. B. 2001. G. Ledyard Stebbins and the evolutionary synthesis. Annual Review of Genetics 35:803–814 PMID 11700300
- Smocovitis, V. B. 2001. Stebbins, G. Ledyard. American National Biography Online. Oxford University Press.
- Smocovitis, V. B. and F. J. Ayala. 2004.  George Ledyard Stebbins, January 6, 1906–January 19, 2000 Biographical Memoirs, vol. 85, Washington DC: National Academies Press, pp. 1–24.
- Stebbins, G. L. (V. C. Hollowell, V. B. Smocovitis and E. P. Duggan, editors). 2007. The Ladyslipper and I. Monographs in Systematic Botany from the Missouri Botanical Garden. Missouri Botanical Garden, St. Louis [autobiography].